# Йоганнес Орасмаа
Йогáннес Орасмаа (ест. Johannes Orasmaa, до 1935 року Йоганнес Роска; 3 грудня 1890 Кулгу, Йоаласька волость, Естляндська губернія, Російська імперія — 24 травня 1943, Вятлаг, Кіровська область, СРСР) — естонський воєначальник, генерал-майор.

## Біографія
Народився поблизу Нарви — в селі Кулгу Йоаласької волості, зараз це територія Нарвського водосховища. Закінчив гімназію в Нарві, після вступу до Володимирського військового училища і в роки Першої світової війни воював в рядах російської армії. Його заслуги відзначені нагородами, в тому числі він отримав Орден Святого Володимира четвертого ступеня — нагорода, яка видавалася тільки полковникам, але він зміг отримати цей орден за доблесть, будучи штабс-капітаном.
З початком Естонської війни за незалежність у листопаді 1918 року вступив в естонську армію, в рядах якої воював з німецьким ландесвером на півдні Естонії і в Латвії — служив в артилерії, пізніше став командиром бронепоїзда.
З 1925 по 1940 рік очолював «Кайтселійт».
Після загарбання Естонії Радянським Союзом був заарештований і помер у Вятлазі (Кіровська область) в 1943 році.